# Stor-Elvdal
Gmina Stor-Elvdal (norw. Stor-Elvdal kommune) – norweska gmina leżąca w regionie Hedmark. Jej siedzibą jest miasto Koppang.
Stor-Elvdal jest 25. norweską gminą pod względem powierzchni.

## Demografia
Według danych z roku 2005 gminę zamieszkuje 2832 osób. Gęstość zaludnienia wynosi 1,31 os./km². Pod względem zaludnienia Stor-Elvdal zajmuje 283. miejsce wśród norweskich gmin.
| ludność stan na 1 stycznia 2005 |         |           |       |
|                                 | kobiety | mężczyźni | razem |
| osób                            | 1403    | 1429      | 2832  |
| %                               | 49,54%  | 50,46%    | 100%  |

| wykształcenie stan na 1 października 2004 |        |         |        |        |
|                                           | podst. | średnie | wyższe | niezn. |
| osób                                      | 641    | 1305    | 354    | 50     |
| %                                         | 27,28% | 55,53%  | 15,06% | 2,13%  |

## Edukacja
Według danych z 1 października 2004:
- liczba szkół podstawowych (norw. grunnskolar): 5
- liczba uczniów szkół podst.: 343

## Władze gminy
Według danych na rok 2011 administratorem gminy (norw. rådmann) jest Arild Einar Trøen, natomiast burmistrzem (norw. ordfører, d. borgermester) jest Sigmund Vestad.

## Zobacz też

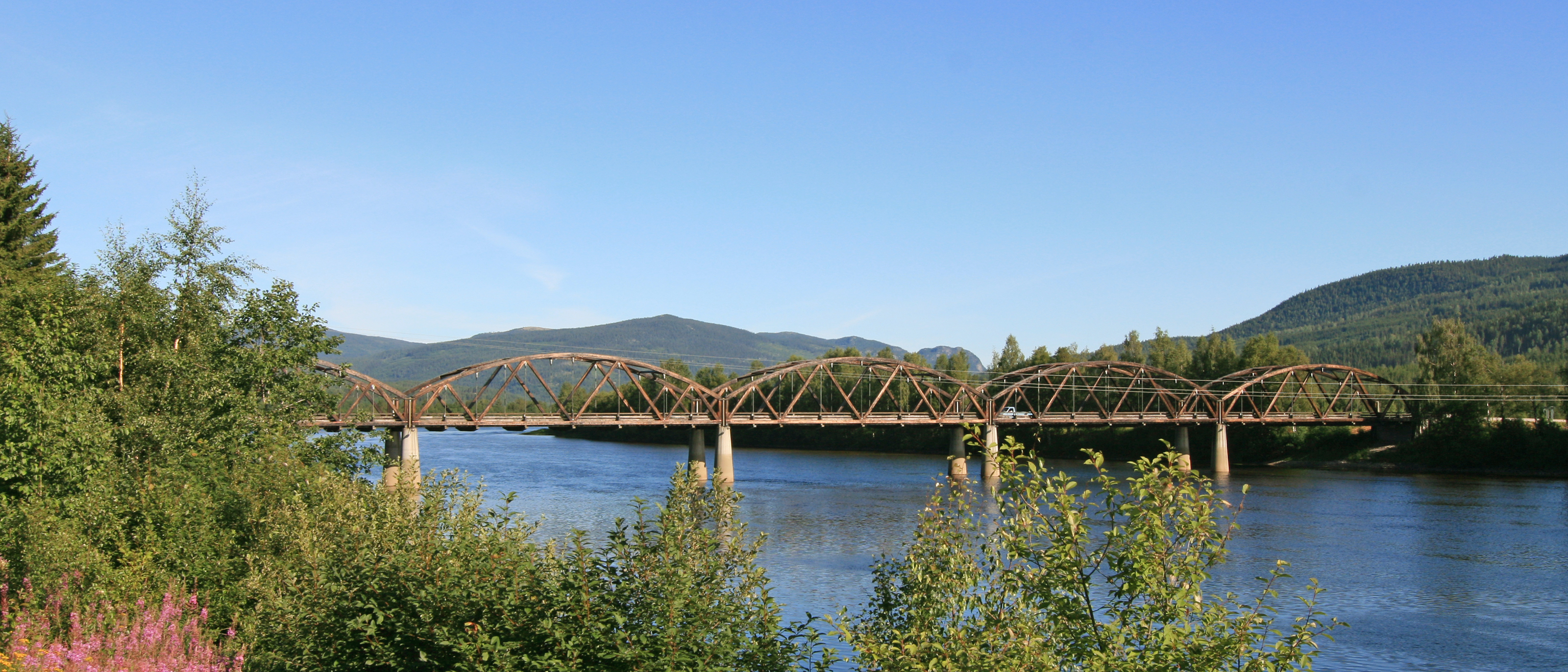
Most Evenstad